# Embutramid
Embutramid ist ein stark betäubend (narkotisch)  wirkender Arzneistoff. Er wird ausschließlich in fixer Kombination mit anderen Wirkstoffen zur Einschläferung (Euthanasie) von Tieren verwendet.

## Wirkungsmechanismus
Embutramid ist ein Abkömmling der γ-Hydroxybuttersäure und vermag die Blut-Hirn-Schranke zu durchtreten. Es bewirkt einen langen und tiefen Bewusstseinsverlust (Hypnose) und wirkt sehr stark dämpfend auf das Atemzentrum im Hirnstamm. Seine geringe therapeutische Breite macht es für die Allgemeinanästhesie unbrauchbar. Höhere Dosen bewirkten im Versuch am Hund Atemstillstand und schwere Herzrhythmusstörungen.
Für die sichere Wirkung muss Embutramid mit weiteren geeigneten Wirkstoffen kombiniert werden. So bewirkt etwa das Muskelrelaxans Mebezonium an der motorischen Endplatte eine Dauerdepolarisation und entspannt dauerhaft die Skelett- und damit auch die Atemmuskulatur – es kommt zum Atemstillstand. Das in der Humanmedizin zur Malariabehandlung eingesetzte Chloroquin dämpft bei Hunden die Herztätigkeit und führt durch Gefäßerweiterung zum Blutdruckabfall. Lokalanästhetika wie Tetracain oder Lidocain verhindern lokale Schmerzreaktionen, die insbesondere bei Injektionen in die Lunge, aber auch bei intravenöser Gabe auftreten können. Intravenös wirken Tetracain und Lidocain depressiv auf die Herztätigkeit und das zentrale Nervensystem.
Durch eine entsprechende Kombination von Wirkstoffen wird ein sofortiger Bewusstseinsverlust, Atem- und Herzstillstand hervorgerufen.

## Handelspräparate
Ein Kombinationspräparat mit 200 mg Embutramid, 50 mg Mebezonium und 5 mg Tetracain je ml wird weltweit von der Firma Intervet (MSD-Unternehmensgruppe) bzw. ihren Vertriebspartnern unter den Handelsnamen T 61 (beispielsweise in D, A, CH, NL) oder Tanax (beispielsweise in I) vertrieben. Als Lösungsmittel für die Arzneistoffe wird eine Dimethylformamid-Wasser-Mischung verwendet.
Ausschließlich für Hunde wurde in den USA unter dem Namen Tributame Euthanasia Solution (Teva Animal Health) ein Kombinationspräparat zugelassen, das 135 mg Embutramid, 45 mg Chloroquinphosphat und 1,9 mg Lidocain je ml enthält.

## Anwendung
T 61 darf ausschließlich von Tierärzten sowie als Tötungsmittel im Rahmen von Tierversuchen angewendet werden. Bei Tieren, die für die Lebensmittelproduktion vorgesehen sind, ist die Anwendung gemäß Verordnung (EG) Nr. 470/2009 verboten. Das Mittel wird intravenös (eventuell intrakardial) angewendet, da nur so der unterschiedlichen Pharmakokinetik der Inhaltsstoffe Rechnung getragen wird. In Ausnahmefällen wird T 61 bei fehlendem intravenösen Zugang auch intrapulmonal (in die Lunge) oder intraperitoneal (in die Bauchhöhle) eingesetzt, hier sollten aber andere Medikamente bevorzugt werden.
T 61 wirkt bei intravenöser und intrakardialer Gabe innerhalb weniger Sekunden, bei intrapulmonaler und intraperitonealer Gabe innerhalb von Sekunden bis Minuten. Der korrekte Sitz der Kanüle ist dabei von entscheidender Wichtigkeit, da andernfalls eine schwerwiegende Schädigung des Gewebes bei gleichzeitig unzureichender beabsichtigter Wirkung auftreten kann. Die intravenöse Gabe erfordert eine ausreichende Kreislaufaktivität, weil nur so die notwendige zügige Verteilung des Arzneimittels im Körper sichergestellt werden kann. Unter ungünstigen Umständen oder durch falsche Anwendung kann es bei vorab unzureichend narkotisierten Tieren zu einem Ersticken bei Bewusstsein kommen, was einen qualvollen Tod bedeutet und sich über Stunden hinziehen kann. Die Anwendung von T 61 als alleiniges Mittel zur Euthanasie ist daher umstritten. Um das Ziel einer schmerzlosen Tötung sicher zu erreichen, wird das einzuschläfernde Tier vor der Anwendung von T 61 in eine tiefe Narkose gelegt. Die für nicht bewusstlose Tiere bestehenden Gegenanzeigen der intrapulmonalen und intrakardialen Gabe wurden in europäischen Ländern (etwa D, A, CH, I) auf Initiative des Bundesamts für Verbraucherschutz und Lebensmittelsicherheit (BVL) um die intravenöse Gabe erweitert, so dass T 61 generell nur noch bei bewusstlosen (narkotisierten) Tieren angewendet werden darf.
Die Anwendung bei trächtigen Tieren ist untersagt (Kontraindikation).
Gelegentlich wurden Fälle von Missbrauch beim Menschen durch Suizidenten beschrieben.
Mit dem Präparat Tributame Euthanasia Solution soll durch Verzicht auf eine muskelrelaxierende Komponente ein früh einsetzender Atemstillstand, solange der Hund noch bei Bewusstsein ist, vermieden werden. Das Mittel ist nicht zum Einschläfern von Katzen geeignet.